# Brington Buhai Lyngdoh
Brington Buhai Lyngdoh (* 2. Februar 1922 im Dorf Laitlyngkot, Assam; † 27. Oktober 2003 in Shillong, Meghalaya) war ein indischer Politiker, der vier Mal Chief Minister von Meghalaya war.

## Leben
Lyngdoh engagierte sich bereits in der politischen Bewegung, die 1970 die Bildung der Autonomen Region sowie 1972 des von Assam abgetrennten Bundesstaates Meghalaya erreichte. In der ersten von Williamson A. Sangma am 2. April 1970 gebildeten Regierung der Autonomen Region wurde er Finanzminister. Im Laufe seiner rund dreißigjährigen politischen Laufbahn galt er als einer der prominentesten und scharfsinnigsten Politiker des Bundesstaates sowie der gesamten nordöstlichen Region Indiens.
1979 ging er in ein Übereinkommen mit Sangma ein, das zur Spaltung der All Party Hill Leaders’ Conference (APHLC) und zur Bildung einer Koalition mit dem Indischen Nationalkongress (INC) führte. Zugleich ergab sich aus der Abrede der beiden Politiker die Regelung einer Teilung der Amtszeit des Chief Minister, die dazu führte, dass Lyngdoh vom 7. Mai 1979 bis zum 6. Mai 1981 erstmals selbst Chief Minister von Meghalaya wurde, und Sangma dieses Amt im Anschluss zwischen dem 7. Mai 1981 und dem 2. März 1983 zum zweiten Mal dieses Amt übernahm. Diese erfolgreiche Abrede ohne formelles Abkommen ging als Gentlemen’s Agreement in die politischen Kreise Indiens ein und wurde später auch in Uttar Pradesh versucht. Nach Ablauf der Abrede war Lyngdoh vom 2. März bis zum 1. April 1983 abermals Chief Minister, ehe Sangma dieses Amt wieder übernahm.
Am 26. März 1990 wurde Lyngdoh, nunmehr als Vorsitzender der Hill Peoples Union (HPU), als Nachfolger von Purno Agitok Sangma zum dritten Mal Chief Minister des Bundesstaates und bekleidete dieses Amt bis zum 10. Oktober 1991. Im Anschluss erfolgte die Ausübung der Regierungsgewalt im Rahmen der sogenannten President’s rule.
1998 wurde er Vorsitzender der Union Democratic Party (UDP) sowie nach den Wahlen zur Legislativversammlung als Nachfolger von Salseng C. Marak am 10. März 1998 zum vierten Mal Chief Minister von Meghalaya. Diesmal blieb er bis zu seiner Ablösung durch Evansius Kek Mawlong am 7. März 2000 im Amt.
Lyngdoh, der später Mitglied der Meghalaya Democratic Party (MDP) wurde, starb an den Folgen einer Lungenentzündung.